# Toronto Toros
I Toronto Toros sono stati una squadra di hockey su ghiaccio della World Hockey Association con sede nella città di Toronto, nella provincia dell'Ontario. Nacquero nel 1973 e si sciolsero nel 1976, disputarono i loro incontri casalinghi presso i Maple Leaf Gardens.

## Storia
Gli Ottawa Nationals dopo una sola stagione di esistenza versavano in gravi problemi finanziari per l'affitto dell'Ottawa Civic Centre. Per questo motivo nei playoff del 1973 la squadra si trasferì temporaneamente a Toronto per giocare nei Maple Leaf Gardens con il nome di "Ontario Nationals". Alla fine dell'anno la squadra fu cedut a John F. Bassett, il quale decise di mantenere la franchigia in città con il nuovo nome di "Toronto Toros".
All'inizio Bassett voleva giocare i match casalinghi nel CNE Coliseum recentemente ristrutturato, tuttavia Bill Ballard, figlio di Harold il proprietario dei Gardens, si oppose al piano di giocare nel Coliseum. Alla fine i Toros disputarono la stagione 1973-74 nella Varsity Arena, raggiungendo le semifinali dell'Avco World Trophy perse contro i Chicago Cougars.
Nella stagione 1974-75 i Toros si spostarono ai Maple Leaf Gardens. Purtroppo per la squadra Harold Ballard ritornò a gestire la pista ed essendo fortemente contrario alla WHA cercò in tutti i modi di rendere impossibile la sopravvivenza dei Toros.  Impose un affitto elevatissimo della pista, facendo pagare anche per l'utilizzo dell'illuminazione e costringendo lo staff a costruire un nuovo spogliatoio per la squadra separato da quello dei Toronto Maple Leafs.
Nonostante le difficoltà i Toros riuscirono a rafforzare la formazione ingaggiando giocatori provenienti dalla National Hockey League del calibro di Frank Mahovlich, Paul Henderson e il cecoslovacco Václav Nedomanský. La squadra raggiunse ancora i playoff ma fu eliminata al primo turno dai San Diego Mariners.
Nella stagione 1975-76 i problemi economici ebbero la meglio sui risultati sportivi e i Toros chiusero all'ultimo posto della Canadian Division. John F. Bassett al termine dell'anno decise di lasciare Toronto per trasferirsi in Alabama a Birmingham dove cambiò il nome della squadra in Birmingham Bulls.

## Record stagione per stagione
| Toronto Toros |          |    |    |    |   |    |     |     |    |                                                               |
| 1973-74       | Eastern  | 78 | 41 | 33 | 4 | 86 | 304 | 272 | 2° | vince 1º turno (Cleveland) 4-1 perde semifinali (Chicago) 3-4 |
| 1974-75       | Canadian | 78 | 43 | 33 | 2 | 88 | 349 | 304 | 2° | perde 1º turno (San Diego) 2-4                                |
| 1975-76       | Canadian | 81 | 24 | 52 | 5 | 53 | 335 | 398 | 5° |                                                               |

## Record della franchigia

### Singola stagione
Gol: 56  Václav Nedomanský (1975-76)
Assist: 66  Wayne Dillon (1974-75)
Punti: 98  Václav Nedomanský (1975-76)
Minuti di penalità: 185  Jerry Rollins (1975-76)

### Carriera
Gol: 105  Tom Simpson
Assist: 144  Gavin Kirk
Punti: 207  Gavin Kirk
Minuti di penalità: 280  Richard Cunningham
Partite giocate: 218  Gavin Kirk

## Palmarès

### Premi individuali
- Howard Baldwin Trophy: 1

Hinky Harris: 1973-1974
- Lou Kaplan Trophy: 1

Mark Napier: 1975-76
- Paul Deneau Trophy: 1

Václav Nedomanský: 1975-76